# 2011年シンガポール総選挙
2011年シンガポール総選挙（英語：Singapore's general election to form its 12th Parliament）は、一院制であるシンガポールの国会の議員を決める16回目の選挙のこと。2011年5月7日に投票が行われた。

## 選挙の仕組み
シンガポール憲法の規定では、 国会の任期は最長5年で、その間に大統領によって解散され、解散後3カ月以内に選挙を実施しなければならない。投票は義務投票制であり、選挙区は単純小選挙区制を基礎としている。選挙は、首相府選挙局によって実施される。

## 国会解散から投票まで
2011年4月19日、S・R・ナザン大統領は国会を解散した。立候補届出日は4月27日に定められた。第2回通常選挙以降人民行動党は、立候補届出日の時点で政権を維持したことはなく、毎回投票日に政権を獲得している。つまり人民行動党は、投票によって野党に勝利することで長期政権を維持している。今回の選挙では、プンゴル・イースト単独選挙区において、2001年以来初めてにして唯一3名が立候補する三つ巴の選挙区となった。なお、一つ選挙区における最多の立候補者数としては、2年後の2013年に行われた同選挙区の補欠選挙の4名である。
この選挙は、様々な政党が各種の方式によって"分岐点となる選挙"と描写した。与党である人民行動党は、"シンガポールの次世代のリーダー"を決める選挙となる、と有権者に訴えた。労働者党は、この選挙をシンガポールと野党の双方にとっての"分岐点となる選挙"と呼んだ。なぜなら、野党にとっては過去20年間で初めて、2名の野党議員がそれぞれ前回選挙で当選した単独選挙区から離れ、集団選挙区 (GRCs) で選挙戦を戦うことにしたため、"選挙で当選した野党議員がいない"状況になりかねないというリスクを負ったからである。
これまでの通常選挙では、人民行動党以外の政党・個人が立候補を届け出なかったために人民行動党の候補者が無投票当選となる選挙区も少なくないが、今回の選挙では87議席中82議席 (94.3%) が投票の対象となった。この比率は独立以来最も高かった。またこの通常選挙は、選挙の対象となった議席の数が最も多い選挙ともなった。それまでで最も多かったのは、1972年の第7回通常選挙で、65議席中57議席 (87.7%) が選挙の対象となった。ビシャン-トア・パヨ集団選挙区とホランド-ブキ・ティマー集団選挙区では初めての投票となる一方、タンジョン・パガー集団選挙区は選挙区が形成された1991年以降、無投票当選が続く唯一の選挙区となった。

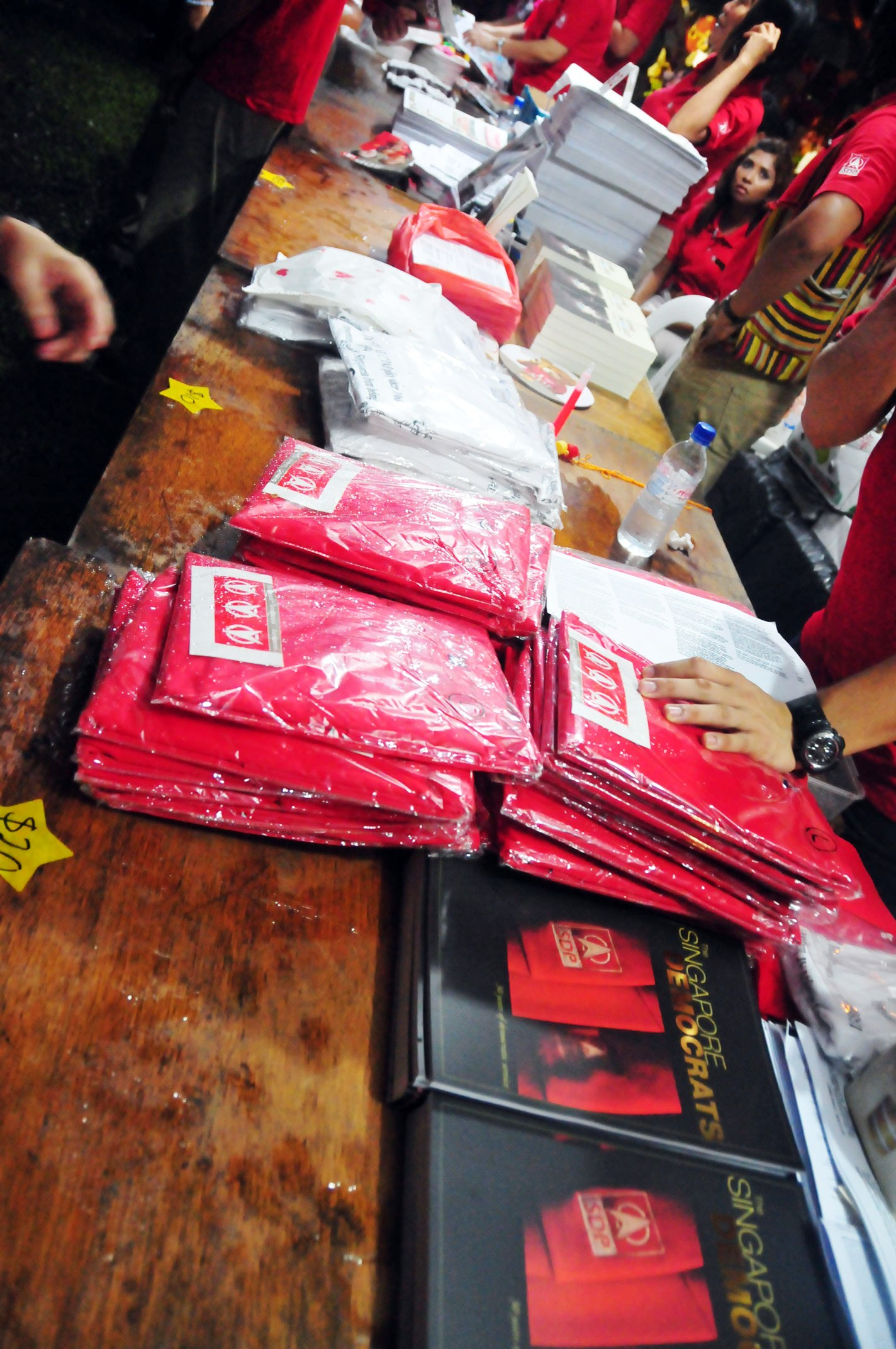
党のグッズが選挙集会で販売される。5月3日、ブキ・パンジャンでのシンガポール民主党の選挙集会にて

## 選挙結果
最終結果は、人民行動党が前回2006年選挙に比べて得票率を6.46ポイント減らして60.14%となり、独立以来最も低くなった。それでもなお、人民行動党は議席の3分の2以上を獲得して政権を維持するという最大限の期待を満たして、87議席中81議席を獲得したものの、 アルジュニード集団選挙区 (定数:5) を労働者党に奪われた。集団選挙区で野党が勝利したのは、歴史上初めてのことであった。労働者党は、アルジュニード集団選挙区 にホウガン単独選挙区を含めた6議席を獲得に終わり、野党にとっては独立以来最も良い選挙結果となった。
野党から6名の議員が選出されたことにより、非選挙区選出議員が野党に3議席与えられることとなり、シンガポール人民党のリナ・チアム、労働者党のイー・ジェンジョン、および労働者党でイースト・コースト集団選挙区の候補者だったジェラルド・ギアムに議席が提供されることになった。いずれもこのオファーを受けたため、選挙後の野党議員の総数は9名となった。
| 政党・同盟                                                              | 代表                      | 争った議席                | 獲得議席                  | 得票      | 得票率 (不戦勝含む) | 得票率 (不戦勝含む) | +/-   | 得票率 (不戦勝含まず) | 得票率 (不戦勝含まず) | +/-   |
| ----------------------------------------------------------------------- | ------------------------- | ------------------------- | ------------------------- | --------- | ------------------- | ------------------- | ----- | --------------------- | --------------------- | ----- |
| 人民行動党                                                              | リー・シェンロン          | 87                        | 81†                       | 1,212,154 | 60.14               |                     | 6.46  | 60.14                 |                       | 6.46  |
| 労働者党                                                                | ロー・ティアキャン        | 23                        | 6                         | 258,510   | 12.83               |                     | 3.51  | 46.58                 |                       | 8.15  |
| 国民団結党                                                              | ゴー・メンセン            | 24                        | 0                         | 242,682   | 12.04               |                     | 0.95* | 39.25                 |                       | 6.37* |
| シンガポール民主党                                                      | チー・スーンジュアン      | 11                        | 0                         | 97,369    | 4.83                |                     | 0.76  | 36.76                 |                       | 13.53 |
| 革新党                                                                  | ケネス・ジェヤレトナム    | 11                        | 0                         | 86,294    | 4.28                |                     | 新党  | 31.78                 |                       | 新党  |
| シンガポール人民党                                                      | チャム・シートン          | 7                         | 0                         | 62,639    | 3.11                |                     | 9.88* | 41.42                 |                       | 8.90* |
| シンガポール民主連盟                                                    | デスモンド・リム          | 7                         | 0                         | 55,988    | 2.78                |                     | 10.21 | 30.06                 |                       | 2.46  |
| 合計                                                                    | 合計                      | 合計                      | 87                        | 2,015,636 | 85.63               |                     |       |                       |                       |       |
| 無効票                                                                  | 無効票                    | 無効票                    | 無効票                    | 44,737    | 2.2                 |                     |       |                       |                       |       |
| 非投票 (無投票選挙区含む)                                               | 非投票 (無投票選挙区含む) | 非投票 (無投票選挙区含む) | 非投票 (無投票選挙区含む) | 292,913   | 12.46               |                     |       |                       |                       |       |
| 有権者                                                                  | 有権者                    | 有権者                    | 有権者                    | 2,350,873 | 100.0               |                     |       |                       |                       |       |
| † 不戦勝含む * シンガポール民主連盟として参加した2006年の選挙からの増減 |                           |                           |                           |           |                     |                     |       |                       |                       |       |